# Ablegen (Buchdruck)

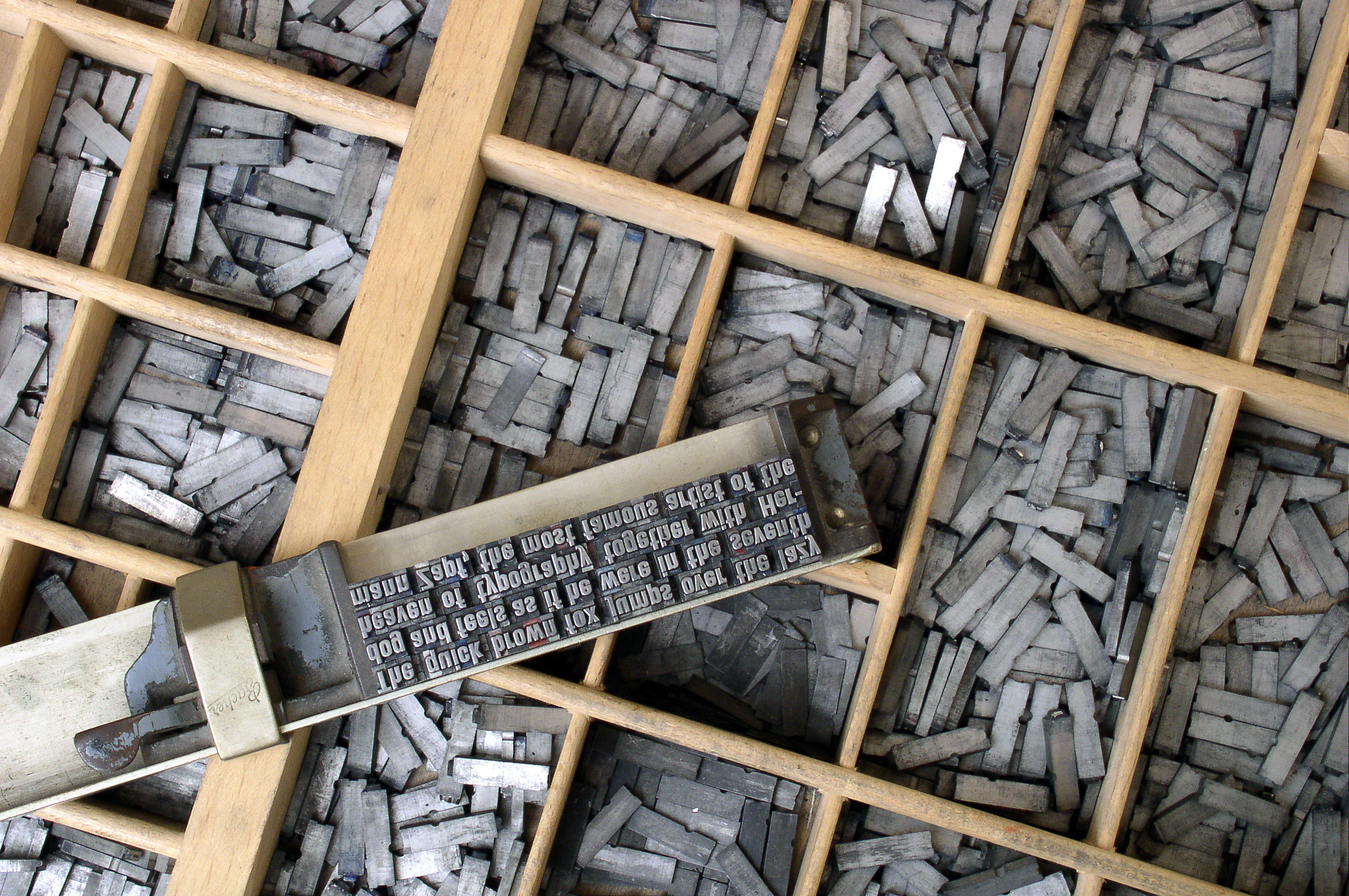
Ein Setzkasten

Als Ablegen bezeichnet man beim Bleisatz den Vorgang, die nicht mehr benötigte Druckform nach ihrem Druck auseinanderzunehmen und die Lettern sowie das Blindmaterial in seine jeweiligen Fächer im Setzkasten zurückzulegen. Dabei erfordert es konzentriertes Arbeiten, damit die Lettern (auch Drucktypen genannt) nicht in einem falschen Fach abgelegt werden. Die falsch einsortierten Lettern nennt man „Fische“.
Die mechanische Ausführung dieser Arbeit ist mit Hilfe der Ablegemaschine gelöst worden. Sie befördert die Lettern mechanisch wieder in die Reservoirs der Setzmaschine. Beim Handsatz wurde diese Arbeit den Lehrlingen (in Deutschland ab 1970: den Auszubildenden) mit überantwortet, um die Einteilung des Setzkastens kennenzulernen.
Auch Zeilensetz- und Gießmaschinen transportierten die zum Guss verwendeten Matrizen automatisch in ihre jeweiligen Aufbewahrungsbehälter. Dieser Vorgang wird ebenso als Ablegen bezeichnet.